# Тихин (Наровлянский район)
Тихин (бел. Ціхін) — упразднённая деревня в Кировском сельсовете Наровлянского района Гомельской области Беларуси.
В связи с радиационным загрязнением после катастрофы на Чернобыльской АЭС жители (63 семьи) переселены в 1986 году в чистые места.
Рядом с деревней расположено месторождение суглинков. Кругом лес.

## География

### Расположение
В 33 км на юг от Наровли, 58 км от железнодорожной станции Ельск (на линии Калинковичи — Овруч), 211 км от Гомеля, 1 км от границы с Украиной.

## Транспортная сеть
Транспортные связи по просёлочной, а затем автодороге Углы — Чапаевка. Планировка состоит из прямолинейной меридиональной улицы, к которой с северо-запада присоединяется короткая прямолинейная улица. Застройка двусторонняя, деревянная, усадебного типа.

## История
Основана в начале XX века переселенцами из соседних деревень в результате осуществления столыпинской реформы. Наиболее активная застройка приходится на 1920-е годы. В 1931 году жители вступили в колхоз. Во время Великой Отечественной войны 30 жителей погибли на фронте. Согласно переписи 1959 года входила в состав совхоза «Партизанский» (центр — деревня Углы).

## Население

### Численность
- 1986 год — жители (63 семьи) переселены.

### Динамика
- 1959 год — 245 жителей (согласно переписи).
- 1986 год — жители (63 семьи) переселены.